# Utstikkar-Gletscher
Der Utstikkar-Gletscher (norwegisch Utstikkarbreen, in Australien Jelbart Glacier genannt) ist ein breiter Gletscher an der Mawson-Küste des ostantarktischen Mac-Robertson-Lands. Er fließt in nördlicher Richtung aus einem Gebiet unweit des Moyes Peak und mündet in Form einer Gletscherzunge (67° 30′ S, 61° 22′ O) westlich der Utstikkar-Bucht in die Kooperationssee.
Norwegische Kartografen kartierten ihn anhand von Luftaufnahmen, die bei der Lars-Christensen-Expedition 1936/37 zwischen Januar und Februar 1937 entstanden. Der norwegische Name bedeutet so viel wie „Der ausladende Gletscher“.